# Gula & blå (tjejernas år i år)
Gula & blå (tjejernas år i år), skriven av Christer Sandelin, Tommy Ekman och Niclas Wahlgren, är en fotbollslåt som var kampsång för Sveriges damer vid VM 2003 i USA . De svenska fotbollsdamerna sjunger själva i låten. Sverige kom tvåa i turneringen, efter segrande Tyskland, och sången blev populär och låg på Svensktoppen i två veckor under perioden 26 oktober -2 november 2003 , med placeringarna 9 och 10. Singeln låg som bäst på 8:e plats på den svenska singellistan.

## Listplaceringar
| Lista (2003-2004) | Position |
| ----------------- | -------- |
| Sverige           | 8        |

### Fotnoter
1. ↑  Information i Svensk mediedatabas.
2. ↑  Svensktoppen 26 oktober 2003
3. ↑  Svensktoppen 2 november 2003
4. ↑  Listplacering